# Leštakovec
Leštakovec is een plaats in de gemeente Jalžabet in de Kroatische provincie Varaždin. De plaats telt 276 inwoners (2001).